# 거록군
거록군(鉅鹿郡)은 중국의 옛 행정 구역이다. 군국제 시행 시의 왕국령으로서는 거록국(鉅鹿國)이라 한다. 대략 지금의 싱타이시 중부 일대를 관할했고, 광평을 아우른 후한에서는 한단시의 북부 일부분도 관할했다. 행정 중심지는 거록현(지금의 싱타이시 핑샹현 서남), 영도현(지금의 싱타이시 닝진현 서남)이다. 거록군·거록현의 이름을 물려받은 현재의 쥐루 현은 옛 거록군의 남련현에 해당한다.

## 진
진나라에서 조나라 땅을 빼앗아 설치했다. 설치 시기는 역도원에 따르면 조나라가 완전히 망한 시황제 25년(기원전 222년)이고 양수경에 따르면 진나라가 조나라의 동양(東陽) 일대를 취하고 조 유류왕을 항복시킨 시황제 19년(기원전 228년)인데, 《전국사》에서는 역도원의 설을 지지했고, 《진대정구지리》에서는 군 설치에 대해선 양수경의 설을 지지했으나 속현 목록에 이르러서는 기원전 222년을 설치 연도로 적어 일관되지 못하다. 이름은 거록택(鉅鹿澤)에서 유래했다. 군 치소는 거록현(지금의 싱타이시 핑샹현 서남)이다. 문헌과 출토자료에서 확인되는 현은 다음과 같다.
| 현명   | 한자   | 대략적 위치                          | 비고 |
| ------ | ------ | ------------------------------------ | --- |
| 거록   | 鉅鹿   | 허베이성 한단시 지쩌현 북동 거록고성 | 시안시 상가항에서 출토된 진나라 봉니 “거록지승”(鉅鹿之丞)                                                                 |
| 양씨   | 楊氏   | 허베이성 싱타이시 닝진현 부근        | 1979년 진시황릉 서 조배호촌 진나라 형도 묘에서 출토된 기와 도문에 명문 “양씨거대”(楊氏居大), “양씨거공사부”(楊氏居公士富) |
| 송자   | 宋子   | 허베이성 스자좡시 자오현 송자고성    | 1982년 산서 삭현 진한묘군 중 전한 말~후한 초 묘에서 출토된 “송자”(宋子) 삼공포폐                                          |
| 성양   | 成襄   | ?                                    | 전국 조 평수척족포에 “성양”(成襄)포                                                                                       |
| 평양   | 平襄   | ?                                    | 전국 조 평수척족포에 “평양”(平襄)포                                                                                       |
| 임     | 任     | 허베이성 싱타이시 런현 동            | 전국 조 방족포에 “인야”(人也)포                                                                                           |
| 하곡양 | 下曲陽 | 허베이성 스자좡시 진저우시 서        | 전국 조 삼공포에 “하방양”(下匚陽)포                                                                                       |
| 하박   | 下博   | 허베이성 헝수이시 선저우시 동        | 전국 조 삼공포에 “하박”(下博)포                                                                                           |
| 무읍   | 武邑   | 허베이성 헝수이시 우이현             | 전국 조 방족포에 “무읍”(武邑)포                                                                                           |
| 남궁   | 南宮   | 허베이성 싱타이시 난궁시 북서        | 전세 삼진 고새에 “남궁장행”(南宮將行)인                                                                                   |

## 전한
전한 무제가 13주를 두면서 기주에 속했다. 평제 시기에 시행된 원시 2년(2년)의 인구조사에 따르면 호구 15만 5951호, 인구 82만 7177명이 있었다. 아래의 속현 목록은 한서 지리지를 따른 것으로 원연·수화 지간(기원전 8년)의 현황으로 여겨지며, 20현(12현 8후국)을 두었다.
| 현명     | 한자     | 대략적 위치                          | 비고                                                                                            |
| -------- | -------- | ------------------------------------ | ----------------------------------------------------------------------------------------------- |
| 거록현   | 鉅鹿縣   | 싱타이시 핑샹현 남서 평향진          | 군 치소 소재지다. 《우공》의 대륙택(大陸澤)이 북쪽에 있다. 사구대(沙丘臺)가 북동쪽 70리에 있다. |
| 남련현   | 南䜌縣   | 싱타이시 쥐루현 북                   | 왕선겸에 따르면 난무자(欒武子)의 봉읍 난(欒)인데 이후 남쪽으로 옮겼기에 남련이라고 한단다.      |
| 광아현   | 廣阿縣   | 싱타이시 룽야오현 동                 | 광아의후 임오의 후국이었다.                                                                     |
| 상씨후국 | 象氏侯國 | 싱타이시 룽야오현 북                 | 조경숙왕의 아들 유하가 원삭(기원전 126년) 3년 4월 갑진일에 봉해지면서 조나라에서 편입           |
| 영도현   | 廮陶縣   | 싱타이시 닝진현 남서                 |                                                                                                 |
| 송자현   | 宋子縣   | 스자좡시 자오현 북동                 |                                                                                                 |
| 양씨현   | 楊氏縣   | 싱타이시 닝진현                      |                                                                                                 |
| 임평현   | 臨平縣   | 스자좡시 진저우시 남동               |                                                                                                 |
| 하곡양현 | 下曲陽縣 | 스자좡시 진저우시 서                 | 도위의 치소가 있다. 응소에 따르면 순오가 멸한 고(鼓)가 이 현의 고취(鼓聚) 석양정(昔陽亭)이다.   |
| 세현     | 貰縣     | 신지시 남서                          |                                                                                                 |
| 교현     | 郻縣     | 신지시 동                            |                                                                                                 |
| 신시후국 | 新市侯國 | 싱타이시 난궁, 신허, 쥐루 교외 일대? | 광천유왕의 아들 유길이 원봉 5년(기원전 76년) 11월 경자일에 봉해지면서 광천나라에서 편입         |
| 당양현   | 堂陽縣   | 싱타이시 신허현 북                   | 염관이 있었다.                                                                                  |
| 안정후국 | 安定侯國 | 신지시 북동                          | 연날왕의 아들 유현이 본시 원년(기원전 73년) 7월 임자일에 봉해지면서 연나라에서 편입             |
| 경무현   | 敬武縣   | 스자좡시 자오현 동                   |                                                                                                 |
| 역향후국 | 歷鄕侯國 | 싱타이시 닝진현 동                   | 광천유왕의 아들 유필승이 신작 3년(기원전 59년) 임자일에 봉해지면서 광천나라에서 편입            |
| 악신후국 | 樂信侯國 | 신지시 동                            | 광천유왕의 아들 유강이 신작 3년 4월 무술일에 봉해지면서 광천나라에서 편입                       |
| 무도후국 | 武陶侯國 | ?                                    | 광천유왕의 아들 유조가 오봉 원년(기원전 57년) 7월 임오일에 봉해지면서 광천나라에서 편입         |
| 백향후국 | 柏鄕侯國 | 싱타이시 바이샹현 남서               | 조애왕의 아들 유매가 경녕 원년(기원전 33년) 4월 정묘일에 봉해지면서 조나라에서 편입             |
| 안향후국 | 安鄕侯國 | 스자좡시 진저우시 동                 | 조애왕의 아들 유희가 경녕 원년 4월 정묘일에 봉해지면서 조나라에서 편입                          |

## 신
다음 현의 이름을 고쳤다.
| 전한       | 신         |
| ---------- | ---------- |
| 남련(南䜌) | 부평(富平) |
| 상씨(象氏) | 영창(寧昌) |
| 송자(宋子) | 선자(宣子) |
| 양씨(楊氏) | 공륙(功陸) |
| 교(郻)     | 진취(秦聚) |
| 신시(新市) | 시악(市樂) |
| 역향(歷鄕) | 역취(歷聚) |

또 동관기(東觀記)에서는 왕망이 거록군을 나누어 화융(和戎)군을 설치하고, 치소는 하곡양현에 뒀다고 한다.

## 후한
37년에 폐지된 광평국을 병합하여 15현을 두었고, 10만 9517호, 60만 2906명을 다스렸다. 영평 3년(57년)에 후한 명제의 아들 유선을 광평왕으로 봉하면서 다시 광평국이 떨어져 나갔고, 15년(69년)에 후한 명제의 아들 유공을 거록왕으로 봉하면서 왕국이 되었고, 건초 4년(79년)에 유공이 강릉왕으로 옮겨지면서 군이 되었다. 7년(82년)에는 광평왕 유선이 강릉왕으로 옮겨지면서 폐지된 광평국을 다시 병합했다. 영원 5년 정월 신묘일, 광종현이 광종국이 되어, 화제의 아우 유만세가 왕으로 봉해졌고, 9월 신유일에 아들 없이 죽으면서 광종국은 폐해지고 거록군에 흡수되었다. 연희 8년(165년), 영도현이 영도국이 되어, 반란을 일으켰다 봉국 발해국을 상실한 발해왕 유회의 식읍이 되었다. 영강 원년(167년), 유회가 다시 발해왕이 되면서 영도국은 다시 거록군에 흡수되었다.
| 이름           | 종류 | 비고                    |
| -------------- | ---- | ----------------------- |
| 영도(廮陶)     | 현   |                         |
| 거록(鉅鹿)     | 현   |                         |
| 양씨(楊氏)     | 현   |                         |
| 교(鄡)         | 현   |                         |
| 하곡양(下曲陽) | 현   |                         |
| 임(任)         | 현   | 합병된 광평국에서 편입. |
| 남화(南和)     | 현   | 합병된 광평국에서 편입. |
| 광평(廣平)     | 현   | 합병된 광평국에서 편입. |
| 척장(斥章)     | 현   | 합병된 광평국에서 편입. |
| 광종(廣宗)     | 현   |                         |
| 곡주(曲周)     | 현   | 합병된 광평국에서 편입. |
| 열인(列人)     | 현   | 합병된 광평국에서 편입. |
| 광년(廣年)     | 현   | 합병된 광평국에서 편입. |
| 평향(平鄕)     | 현   | 합병된 광평국에서 편입. |
| 남련(南䜌)     | 현   |                         |

## 조위, 서진
213년(건안 13년), 관도대전에서 승리한 후 원상, 원담의 난을 틈타 하북을 점령한 조조가 위군을 복구하는 과정에서 거록군 광평현, 남화현, 임현, 곡주현, 열인현, 광년현, 척장현이 위군으로 이관되었다. 서진건국이후 평향현, 하곡양현, 교현이 한단군으로 이관되어 2현 10,040호만을 거느리는 작은 군이 되었다.
| 현명     | 한자     |
| -------- | -------- |
| 영도현   | 廮陶縣   |
| 교현     | 郻縣     |
| 하곡양현 | 下曲陽縣 |
| 남련현   | 南䜌縣   |
| 평향현   | 平鄕縣   |
| 거록현   | 鉅鹿縣   |
| 양씨현   | 楊氏縣   |

## 북위
3현 27,172호 130,239명을 거느렸으며 진정국, 상산군, 박릉군, 북평군과 함께 정주(定州)에 소속되었다.
| 현명   | 한자   | 대략적 위치                 | 비고 |
| ------ | ------ | --------------------------- | --- |
| 곡양현 | 曲陽縣 | 스자좡시 진저우시 약간 서   | 임평성(臨平城), 진향성(真鄉城), 곡향성(曲鄕城), 요임금의 사당과 청구(靑丘)가 있다.                             |
| 고성현 | 槀城縣 | 스자좡시 롼청구 북동        | 488년(북위 태화 12년), 폐지된 현이 복구되었다. 비루(肥壘)가 있다.                                              |
| 교현   | 鄡縣   | 스자좡시 선저우시 약간 남서 | 교성(鄡城), 안정성(安定城), 조군신(趙君神), 청구(靑丘), 우구(牛丘), 황구(黃丘), 치구(馳丘), 영구(靈丘)가 있다. |

## 수
양국군으로 개명되면서 사라졌다.

## 태수

### 전한
- 주수(? ~ 기원전 76년)
- 등의(기원전 19년 ~ ?)
- 평당(기원전 12년 ~ ?)
- 손굉(孫宏, 孫閎, ? ~ 기원전 8년)[20]

### 현한
- 왕요(王饒, 24년 당시, 왕랑 임명)[21]

### 후한
- 형목(? ~ 71년)
- 사이오(명제 시기?)
- 장도(180년 당시)
- 곽전(184년 당시)